# Der wahnsinnige Künstler

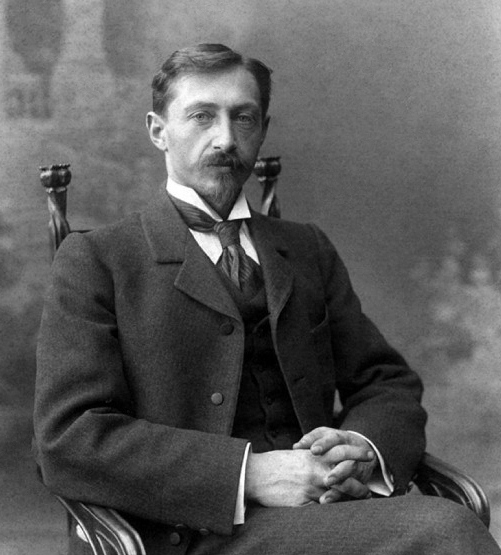
Iwan Bunin im Jahr 1901 auf einem Foto von Maxim Dmitrijew

Der wahnsinnige Künstler (russisch Безумный художник, Besumny chudoschnik) ist eine Kurzgeschichte des russischen Nobelpreisträgers für Literatur Iwan Bunin, die 1921 in Paris entstand und 1923 im Bd. 1 des Almanachs Okno ebendort erschien.

## Inhalt
Der nicht mehr junge Maler kommt am 24. Dezember 1916 mit dem Petrograder Zug an, steigt in dem großen alten Hotel, dem Ort der Handlung, ab und verlangt nicht etwa ein Zimmer, dessen Fenster nach Norden zeigen. Nein, das hellste muss es sein. Dem Zimmerkellner stellt er sich als Künstler vor und verlangt Malutensilien. Was wird der Gegenstand des neuen Werkes sein? Antwort: Natürlich, dem oben genannten Tag angemessen, die Geburt des Menschen und zwar, des neuen Menschen in „der blutigen alten Welt“. Zudem will dieser Künstler alles das in das neue Werk einbringen, das ihn in den letzten zwei Jahren um den Verstand gebracht hat. Leinwand und Ölfarben sind mitten im Krieg in der Stadt nicht aufzutreiben. Der Künstler nimmt mit Zeichenkarton, Farbstiften sowie Wasserfarben vorlieb und bastelt einen Pinsel.
Die Polizei fordert von der Hotelleitung die Überwachung des Künstlers. Wenn sich, wie in dem Fall, eine Person im Ausland aufgehalten hat, dann ist das im Krieg nicht verwunderlich. Zumindest im Pass ist nichts Anstößiges auffindbar. Darin steht, die Frau des Künstlers sei verstorben.
Der Künstler entnimmt seinem Koffer ein Foto. Darauf sind zwei Särge mit seiner Frau und dem gemeinsamen Kind abgelichtet. Der Maler weicht von seinem Konzept – Kindlein in der Krippe mit Madonna und Lamm – ab. Gegen Ende der langen Christnacht ist das neue Werk vollbracht. Darauf ist Christus nicht geboren, sondern vor einer den Hintergrund beherrschenden Feuerglut ans Kreuz geschlagen. Erhängte am Galgen und die Folterinstrumente inklusive die Hinrichtungswerkzeuge dieser Welt fehlen nicht. Die Antlitze der mordlüsternen Täter haben etwas Teuflisch-Tierisches.

## Rezeption
Kasper schreibt 1985, aus dem Text spreche Verzweiflung. Jener neue Mensch, den der Maler zeige, lebe in „einer Höllenwelt, in der für den Menschen und das Menschliche kein Platz mehr zu sein scheint.“

## Deutschsprachige Ausgaben
Verwendete Ausgabe
- Der wahnsinnige Künstler. Deutsch von Ilse Tschörtner. S. 14–26 in: Karlheinz Kasper (Hrsg.): Iwan Bunin: Dunkle Alleen. Erzählungen 1920–1953. 580 Seiten. Aufbau-Verlag, Berlin 1985[4]